# Lionel Sachy
Lionel Sachy, né le 1er février 1944 à Camon dans la Somme, est un footballeur français qui évolue au poste d'attaquant du début des années 1960 au milieu des années 1970.
Il est le père des footballeurs Laurent et Nicolas Sachy.

## Biographie
Lionel Sachy commence sa carrière au SC Amiens en 1960 à seulement 16 ans. Il joue dans ce club pendant sept saisons, avant de partir à l'USL Dunkerque en 1967. Sachy dispute alors le championnat de Division 2 pendant six saisons, dont trois avec le club dunkerquois, puis deux avec l'ASC Creil et une avec le SC Amiens, le club de ses débuts qu'il réintègre en 1972.
À la surprise générale, il démissionne en 1974 pour partir jouer à l'US Friville-Escarbotin en Division d'Honneur Picardie, le club étant dirigé par l'un de ses amis. Il devient entraîneur du club qui remporte le championnat de promotion d'honneur en 1976.

## Statistiques
Le tableau ci-dessous résume les statistiques en match officiel de Lionel Sachy durant sa carrière de joueur professionnel
| Saison                | Club                  | Championnat           | Championnat | Championnat | Coupe(s) nationale(s) | Coupe(s) nationale(s) | Total | Total |
| Saison                | Club                  | Division              | M.          | B.          | M.                    | B.                    | M.    | B.    |
| 1960-1961             | SC Amiens             | 3                     |             |             | 1                     | 0                     | 1     | 0     |
| 1961-1962             | SC Amiens             | Ligue                 |             |             | -                     | -                     | 0     | 0     |
| 1962-1963             | SC Amiens             | Ligue                 |             |             | -                     | -                     | 0     | 0     |
| 1963-1964             | SC Amiens             | 3                     |             |             | -                     | -                     | 0     | 0     |
| 1964-1965             | SC Amiens             | 3                     |             |             | 2                     | 0                     | 2     | 0     |
| 1965-1966             | SC Amiens             | 3                     | 16          | 5           | -                     | -                     | 16    | 5     |
| 1966-1967             | SC Amiens             | 3                     | 21          | 6           | -                     | -                     | 21    | 6     |
| 1967-1968             | USL Dunkerque         | 2                     | 37          | 7           | 1                     | 0                     | 38    | 7     |
| 1968-1969             | USL Dunkerque         | 2                     | 23          | 3           | 1                     | 0                     | 24    | 3     |
| 1969-1970             | USL Dunkerque         | 2                     | 23          | 5           | -                     | -                     | 23    | 5     |
| 1970-1971             | ASC Creil             | 2                     | 29          | 4           | -                     | -                     | 29    | 4     |
| 1971-1972             | ASC Creil             | 2                     | 29          | 7           | -                     | -                     | 29    | 7     |
| 1972-1973             | SC Amiens             | 2                     | 8           | 0           | 1                     | 0                     | 9     | 0     |
| 1973-1974             | SC Amiens             | 3                     | 28          | 14          | 1                     | 0                     | 29    | 14    |
| Total sur la carrière | Total sur la carrière | Total sur la carrière | 214         | 51          | 7                     | 0                     | 221   | 51    |